# Lancaster (Nova York)
Lancaster és una població dels Estats Units a l'estat de Nova York. Segons el cens del 2000 tenia 11.188 habitants.

## Demografia
Segons el cens del 2000, Lancaster tenia 88 habitants, 4.726 habitatges, i 8 famílies. La densitat de població era de 5,8 habitants/km².
Dels 4.726 habitatges en un 27,4% hi vivien nens de menys de 18 anys, en un 49,3% hi vivien parelles casades, en un 10,1% dones solteres, i en un 37,4% no eren unitats familiars. En el 32,9% dels habitatges hi vivien persones soles el 15,5% de les quals corresponia a persones de 65 anys o més que vivien soles. El nombre mitjà de persones vivint en cada habitatge era de 2,34 i el nombre mitjà de persones que vivien en cada família era de 2,99.
Per edats la població es repartia de la següent manera: un 22,6% tenia menys de 18 anys, un 7,2% entre 18 i 24, un 30,2% entre 25 i 44, un 22,2% de 45 a 60 i un 17,8% 65 anys o més.
L'edat mediana era de 39 anys. Per cada 100 dones de 18 o més anys hi havia 85,9 homes.
La renda mediana per habitatge era de 40.149 $ i la renda mediana per família de 53.514 $. Els homes tenien una renda mediana de 39.772 $ mentre que les dones 259.839 $. La renda per capita de la població era de 20.308 $. Entorn del 3,1% de les famílies i el 5,1% de la població estaven per davall del llindar de pobresa.